# Torneo Clausura 2024 Segunda División (Guatemala)
El Torneo Clausura 2024 fue el segundo torneo de la Temporada 2023−24 de la Segunda División de Guatemala, la tercera categoría del fútbol guatemalteco.
Los dos finalistas del torneo clasificaron a las series de ascenso 2024, para definir a los 3 ascendidos a Primera División. Asimismo, los 4 equipos con peor puntaje acumulado entre la fase de clasificación del Torneo Apertura y el Torneo Clausura descendieron a la Tercera División.

## Sistema de competencia
La asamblea de equipos acordó un cambio de formato para la temporada 2023−24, dividiendo a los 40 equipos en 4 grupos de 10 en lugar de 5 grupos de 8 equipos, aumentando las 14 fechas a 18 y los 280 partidos a 360. 
El torneo se divide en dos fases:
- Fase de clasificación: 18 fechas de 20 partidos (360 partidos totales)
- Fase final: 28 partidos (desde octavos de final hasta las series finales)

### Fase de clasificación
Los 40 equipos participantes son divididos en 4 grupos de 10 equipos a razón de proximidad geográfica. Durante esta fase, cada equipo juega a visita recíproca contra sus otros 9 rivales de grupo, para un total de 18 fechas. Tras finalizar las 18 fechas regulares, los equipos son ordenados según la cantidad de puntos obtenidos (3 por victoria, 1 por empate y 0 por derrota), utilizando el diferencial de goles y los goles anotados como criterios de desempate. Los cuatro mejores equipos clasifican a la fase final por el título.

### Fase final
Los 16 equipos clasificados se ordenan según los puntos obtenidos en la fase de clasfiicación, enfrentándose a visita recíproca de la siguiente manera:
- 1° vs. 16°
- 2° vs. 15°
- 3° vs. 14°
- 4° vs. 13°
- 5° vs. 12°
- 6° vs. 11°
- 7° vs. 10°
- 8° vs. 9°

Los equipos ganadores de las series serán aquellos que anoten más goles en los dos partidos correspondientes. Tras haberse definido los 8 clasificados, los cuartos de final se jugarán a visita recíproca, enfrentando a los equipos de modo que:
- 1.° mejor clasificado vs 8.° mejor clasificado
- 2.° mejor clasificado vs 7.° mejor clasificado
- 3.° mejor clasificado vs 6.° mejor clasificado
- 4.° mejor clasificado vs 5.° mejor clasificado

Tras finalizados los dos enfrentamientos, los equipos ganadores de las series se enfrentan en la ronda semifinal a partido único en una sede equidistante a la localía de los equipos a enfrentar; lo anterior responde a que los equipos clasificados a la final también clasificarán a las series de ascenso. El orden de los enfrentamientos se define de modo que:
- 1.° mejor clasificado vs 4.° mejor clasificado
- 2.° mejor clasificado vs 3.° mejor clasificado

Los equipos ganadores clasificarán a la final y a las series de ascenso. Asimismo, el equipo que gane la final enfre los ganadores de las dos semifinales será nombrado campeón de liga.

### Series de ascenso
Los finalistas del Torneo Apertura y el Torneo Clausura se enfrentarán a un partido en sede neutral de la siguiente forma:
- Campeón del Apertura vs Subcampeón del Clausura
- Campeón del Clausura vs Subcampeón del Apertura

Los dos equipos ganadores de estas series ascenderán a Primera División. Mientras tanto, los equipos perdedores se enfrentarán en otro duelo en sede neutral para definir el tercer ascenso.

### Información
| Grupo A            | Grupo A                     | Grupo A                           |
| Club               | Ciudad                      | Estadio                           |
| ------------------ | --------------------------- | --------------------------------- |
| Carchá             | San Pedro Carchá            | Juan Ramón Ponce Guay             |
| Gualán             | Río Hondo                   | Mario Enrique Arriaza Galdámez    |
| Izabal JC          | Puerto Barrios              | Roy Fearon                        |
| La Unión           | La Unión                    | Por definir                       |
| Manatí             | El Estor                    | Guillermo Leonel Warren Bautista  |
| San Jorge          | San Jorge                   | Municipal San Jorge               |
| Sanarate           | Sanarate                    | Municipal de Sanarate             |
| Santa Cruz         | Río Hondo                   | Hermanos Castellanos              |
| Santa Cruz AV      | Santa Cruz Verapaz          | Isaías García Morales             |
| Sayaxché           | Sayaxché                    | Municipal La Pasión               |
| Grupo B            |                             |                                   |
| Club               | Ciudad                      | Estadio                           |
| AFF Guatemala      | San Miguel Petapa           | Julio Armando Cóbar               |
| Agua Blanca        | Agua Blanca                 | Roquelino Escoobar                |
| Amatitlán          | Amatitlán                   | Guillermo Slowing                 |
| Chimaltenango      | Chimaltenango               | Municipal de Chimaltenango        |
| Chiquimulilla      | Chiquimulilla               | Los Conacastes                    |
| Jutiapa            | Jutiapa                     | El Cóndor                         |
| Nueva Santa Rosa   | Nueva Santa Rosa            | Por definir                       |
| Palencia           | Palencia                    | Francisco Escobar Pérez           |
| Tigres del Jumay   | Jalapa                      | Ingeniero Mario Estrada           |
| Villa Nueva        | Villa Nueva                 | Municipal de Bárcena              |
| Grupo C            |                             |                                   |
| Club               | Ciudad                      | Estadio                           |
| Ayutla             | Ayutla Tecún Umán           | Tecún Umán                        |
| Bolivia            | Santo Domingo Suchitepéquez | Comunal El Esfuerzo               |
| Democratense       | La Democracia               | La Democracia                     |
| El Mazateco        | Mazatenango                 | Por definir                       |
| Pajapita           | Pajapita                    | La Cantera Sport Club             |
| Puerto San José    | San José                    | Vicente Arévalo                   |
| Real Siquinalá     | Siquinalá                   | Mateo Sicay Paz                   |
| Sampedrano         | San Pedro La Laguna         | Bella Vista                       |
| San Pedro          | San Pedro La Laguna         | Bella Vista                       |
| Santo Tomás IFC    | Santa Lucía Milpas Altas    | Santo Tomás Milpas Altas          |
| Grupo D            |                             |                                   |
| Club               | Ciudad                      | Estadio                           |
| Aguacatán          | Aguacatán                   | David Herrera Mauricio            |
| América de Salcajá | Salcajá                     | Panorama Adelso de León Amézquita |
| Barillas           | Santa Cruz Barillas         | Carlos Enrique Mérida Cardona     |
| Chiantla           | Chiantla                    | Buenos Aires                      |
| Colomba            | Colomba Costa Cuca          | César Manuel Aguirre y Aguirre    |
| Jacalteco          | Jacaltenango                | Filomeno Herrera                  |
| La Esperanza       | Aguacatán                   | Por definir                       |
| La Libertad        | La Libertad                 | Municipal La Mora                 |
| Malacas            | Malacatancito               | Municipal Malacatancito           |
| Sija               | San Carlos Sija             | José Domingo Calderón Díaz        |

## Fase de clasificación[1]

### Grupo A

#### Tabla
| Pos. | Equipos       | PJ | PG | PE | PP | GF | GC | Dif. | PTS | Clasificación |
| ---- | ------------- | -- | -- | -- | -- | -- | -- | ---- | --- | ------------- |
| 1    | Carchá        | 18 | 12 | 5  | 1  | 43 | 15 | +28  | 41  | Fase final    |
| 2    | Gualán        | 18 | 11 | 3  | 4  | 37 | 15 | +22  | 36  | Fase final    |
| 3    | San Jorge     | 18 | 10 | 1  | 7  | 36 | 19 | +17  | 31  | Fase final    |
| 4    | Sayaxché      | 18 | 9  | 4  | 5  | 24 | 23 | +1   | 31  | Fase final    |
| 5    | Sanarate      | 18 | 7  | 5  | 6  | 35 | 24 | +11  | 26  |               |
| 6    | Santa Cruz AV | 18 | 6  | 7  | 5  | 16 | 17 | -1   | 25  |               |
| 7    | La Unión      | 18 | 6  | 3  | 9  | 15 | 22 | -7   | 21  |               |
| 8    | Manatí        | 18 | 4  | 3  | 11 | 17 | 51 | -34  | 15  |               |
| 9    | Izabal JC     | 18 | 4  | 2  | 12 | 16 | 36 | -20  | 14  |               |
| 10   | Santa Cruz    | 18 | 3  | 3  | 12 | 19 | 36 | -17  | 12  |               |

### Grupo B
| Pos. | Equipos          | PJ | PG | PE | PP | GF | GC | Dif. | PTS | Clasificación |
| ---- | ---------------- | -- | -- | -- | -- | -- | -- | ---- | --- | ------------- |
| 1    | AFF Guatemala    | 18 | 12 | 3  | 3  | 24 | 12 | +12  | 39  | Fase final    |
| 2    | Ipala            | 18 | 12 | 1  | 5  | 35 | 28 | +7   | 37  | Fase final    |
| 3    | Nueva Santa Rosa | 18 | 10 | 4  | 4  | 22 | 17 | +5   | 34  | Fase final    |
| 4    | Chimaltenango    | 18 | 10 | 3  | 5  | 42 | 21 | +21  | 33  | Fase final    |
| 5    | Chiquimulilla    | 18 | 10 | 3  | 5  | 36 | 20 | +16  | 33  |               |
| 6    | Palencia         | 18 | 6  | 5  | 7  | 27 | 26 | +1   | 23  |               |
| 7    | Amatitlán        | 18 | 6  | 3  | 9  | 26 | 32 | -6   | 21  |               |
| 8    | Tigres del Jumay | 18 | 6  | 3  | 9  | 21 | 28 | -7   | 21  |               |
| 9    | Jutiapa          | 18 | 3  | 4  | 11 | 26 | 55 | -29  | 13  |               |
| 10   | Villa Nueva      | 18 | 0  | 1  | 17 | 2  | 22 | -20  | 1   |               |

### Grupo C
| Pos. | Equipos         | PJ | PG | PE | PP | GF | GC | Dif. | PTS | Clasificación |
| ---- | --------------- | -- | -- | -- | -- | -- | -- | ---- | --- | ------------- |
| 1    | San Pedro       | 18 | 12 | 3  | 3  | 26 | 15 | +11  | 39  | Fase final    |
| 2    | Sampedrano      | 18 | 10 | 5  | 3  | 31 | 16 | +15  | 35  | Fase final    |
| 3    | Sistecom Gomera | 18 | 11 | 2  | 5  | 28 | 21 | +7   | 35  | Fase final    |
| 4    | Pajapita        | 18 | 9  | 5  | 4  | 21 | 18 | +3   | 32  | Fase final    |
| 5    | Puerto San José | 18 | 8  | 3  | 7  | 18 | 25 | -7   | 27  |               |
| 6    | Santo Tomás IFC | 18 | 6  | 6  | 6  | 22 | 22 | 0    | 24  |               |
| 7    | El Mazateco     | 18 | 7  | 3  | 8  | 23 | 26 | -3   | 24  |               |
| 8    | Ayutla          | 18 | 5  | 4  | 9  | 21 | 22 | -1   | 19  |               |
| 9    | Real Siquinalá  | 18 | 4  | 5  | 9  | 11 | 27 | -16  | 17  |               |
| 10   | Bolivia         | 18 | 0  | 0  | 18 | 11 | 20 | -9   | 0   |               |

### Grupo D
| Pos. | Equipos            | PJ | PG | PE | PP | GF | GC | Dif. | PTS | Clasificación |
| ---- | ------------------ | -- | -- | -- | -- | -- | -- | ---- | --- | ------------- |
| 1    | Aguacatán          | 18 | 13 | 2  | 3  | 39 | 17 | +22  | 41  | Fase final    |
| 2    | La Libertad        | 18 | 10 | 2  | 6  | 29 | 14 | +15  | 32  | Fase final    |
| 3    | Jacalteco          | 18 | 9  | 4  | 5  | 38 | 21 | +17  | 31  | Fase final    |
| 4    | Barillas           | 18 | 10 | 0  | 8  | 31 | 20 | +11  | 30  | Fase final    |
| 5    | Colomba            | 18 | 9  | 3  | 6  | 24 | 19 | +5   | 30  |               |
| 6    | Sija               | 18 | 8  | 4  | 6  | 18 | 23 | -5   | 28  |               |
| 7    | Chiantla           | 18 | 7  | 4  | 7  | 23 | 27 | -4   | 25  |               |
| 8    | América de Salcajá | 18 | 6  | 2  | 10 | 33 | 29 | +4   | 20  |               |
| 9    | Malaca's           | 18 | 2  | 5  | 11 | 20 | 45 | -25  | 11  |               |
| 10   | La Esperanza       | 18 | 2  | 2  | 14 | 14 | 54 | -40  | 8   |               |

## Fase final

### Octavos de final
| Equipo 1        | Agr.           | Equipo 2         | Ida | Vuelta |
| --------------- | -------------- | ---------------- | --- | ------ |
| Carchá          | 6–6 (2-0) t.e. | Chimaltenango    | 0–4 | 2–6    |
| CSD Ipala       | 1–1 (2-1) t.e. | San Jorge        | 0–0 | 1–1    |
| Gualán          | 4–2            | Nueva Santa Rosa | 0-2 | 4–0    |
| AFF Guatemala   | 3–0            | Sayaxché         | 0–0 | 3–0    |
| San Pedro       | 4–4 (1-0) t.e. | Barillas         | 4–0 | 0–4    |
| Sistecom Gomera | 3–6            | La Libertad      | 1-5 | 2–1    |
| Sampedrano      | 3–4            | Jacalteco        | 1–4 | 2–0    |
| Aguacatán       | 3–3 t.e.       | Pajapita         | 1-2 | 2-1    |

### Cuartos de final
| Equipo 1      | Agr.       | Equipo 2    | Ida | Vuelta |
| ------------- | ---------- | ----------- | --- | ------ |
| Carchá        | 4–2        | CSD Ipala   | 0–1 | 4–1    |
| AFF Guatemala | 2–2(1-4)p. | Gualán      | 0–2 | 2–0    |
| San Pedro     | 1–5        | La Libertad | 0–2 | 1–3    |
| Aguacatán     | 3–3(4-3)p. | Jacalteco   | 0–2 | 3–1    |

### Semifinales
| Equipo 1  | Agr. | Equipo 2    | Ida | Vuelta |
| --------- | ---- | ----------- | --- | ------ |
| Carchá    | 1–2  | Gualán      | 0–2 | 1–0    |
| Aguacatán | 0–2  | La Libertad | 0–2 | 0–0    |

- Gualán y La Libertad clasifican a las Series de Ascenso 2024.

### Final
| Equipo 1 | Agr.       | Equipo 2    | Ida | Vuelta |
| -------- | ---------- | ----------- | --- | ------ |
| Gualán   | 2-2(8-7)p. | La Libertad | 1–1 | 1–1    |

#### Campeón
|            |
|            |
| CSD Gualán |

## Tabla acumulada
- Los dos equipos finalistas del torneo, junto a los dos equipos finalistas del Torneo Apertura clasifican a las series de ascenso.
- Los últimos 4 equipos de la tabla descienden a la Tercera División.

| Pos. | Equipos              | PJ | PG | PE | PP | GF | GC  | Dif. | PTS | Clasificación            |
| ---- | -------------------- | -- | -- | -- | -- | -- | --- | ---- | --- | ------------------------ |
| 1°   | Aguacatán            | 36 | 23 | 5  | 8  | 72 | 29  | +43  | 74  |                          |
| 2°   | Gualán (C.C.)        | 36 | 22 | 7  | 7  | 64 | 24  | +40  | 73  | Series de Ascenso        |
| 3°   | Carchá               | 36 | 21 | 8  | 7  | 67 | 37  | +30  | 71  |                          |
| 4°   | AFF Guatemala (C.A.) | 36 | 21 | 7  | 8  | 55 | 34  | +21  | 70  | Series de Ascenso        |
| 5°   | Sampedrano           | 36 | 20 | 9  | 7  | 58 | 27  | +31  | 69  |                          |
| 6°   | Pajapita (S.A.)      | 36 | 20 | 9  | 7  | 61 | 39  | +22  | 69  | Series de Ascenso        |
| 7°   | Barillas             | 36 | 21 | 4  | 11 | 52 | 29  | +23  | 67  |                          |
| 8°   | La Libertad (S.C.    | 36 | 20 | 5  | 11 | 61 | 33  | +28  | 65  | Series de Ascenso        |
| 9°   | Jacalteco            | 36 | 19 | 8  | 9  | 58 | 33  | +25  | 65  |                          |
| 10°  | San Pedro            | 36 | 19 | 7  | 10 | 51 | 42  | +9   | 64  |                          |
| 11°  | Chimaltenango        | 36 | 19 | 6  | 11 | 79 | 43  | +36  | 63  |                          |
| 12°  | Nueva Santa Rosa     | 36 | 19 | 6  | 11 | 53 | 36  | +17  | 63  |                          |
| 13°  | Chiquimulilla        | 36 | 18 | 7  | 11 | 58 | 36  | +23  | 61  |                          |
| 14°  | Colomba              | 36 | 18 | 7  | 11 | 57 | 38  | +19  | 61  |                          |
| 15°  | Sayaxché             | 36 | 17 | 10 | 9  | 54 | 37  | +17  | 61  |                          |
| 16°  | Palencia             | 36 | 17 | 7  | 12 | 71 | 54  | +17  | 58  |                          |
| 17°  | Ipala                | 36 | 17 | 3  | 16 | 57 | 65  | -7   | 54  |                          |
| 18°  | El Mazateco          | 36 | 15 | 6  | 15 | 54 | 49  | +5   | 51  |                          |
| 19°  | San Jorge            | 36 | 14 | 6  | 16 | 59 | 51  | +8   | 48  |                          |
| 20°  | Tigres del Jumay     | 36 | 14 | 6  | 16 | 52 | 51  | +1   | 48  |                          |
| 21°  | Santo Tomás IFC      | 36 | 13 | 9  | 14 | 42 | 49  | -7   | 48  |                          |
| 22°  | Sija                 | 36 | 13 | 9  | 14 | 45 | 55  | -10  | 48  |                          |
| 23°  | Real Siquinalá       | 36 | 14 | 6  | 16 | 34 | 47  | -13  | 48  |                          |
| 24°  | Puerto San José      | 36 | 13 | 7  | 16 | 33 | 52  | -19  | 46  |                          |
| 25°  | Sistecom Gomera      | 36 | 13 | 7  | 16 | 43 | 64  | -21  | 46  |                          |
| 26°  | Jutiapa              | 36 | 14 | 4  | 18 | 57 | 86  | -29  | 46  |                          |
| 27°  | América de Salcajá   | 36 | 13 | 6  | 17 | 50 | 52  | -2   | 45  |                          |
| 28°  | Santa Cruz AV        | 36 | 11 | 11 | 14 | 32 | 45  | -13  | 44  |                          |
| 29°  | Sanarate             | 36 | 12 | 7  | 17 | 51 | 58  | -7   | 43  |                          |
| 30°  | Ayutla               | 36 | 12 | 6  | 18 | 52 | 50  | +2   | 42  |                          |
| 31°  | La Unión             | 36 | 10 | 11 | 15 | 45 | 49  | -4   | 41  |                          |
| 32°  | Santa Cruz           | 36 | 11 | 8  | 17 | 50 | 67  | -17  | 41  |                          |
| 33°  | Izabal JC            | 36 | 11 | 7  | 18 | 46 | 58  | -12  | 40  |                          |
| 34°  | Amatitlán            | 36 | 10 | 8  | 18 | 46 | 63  | -17  | 38  |                          |
| 35°  | Chiantla             | 36 | 10 | 7  | 18 | 36 | 49  | -13  | 37  |                          |
| 36°  | Manatí               | 36 | 9  | 9  | 18 | 40 | 82  | -42  | 36  |                          |
| 37°  | Malaca's             | 36 | 9  | 7  | 19 | 38 | 66  | -28  | 34  | Tercera División 2024-25 |
| 38°  | Bolivia              | 36 | 6  | 4  | 26 | 29 | 38  | -9   | 22  | Tercera División 2024-25 |
| 39°  | La Esperanza         | 36 | 3  | 2  | 31 | 20 | 105 | -85  | 11  | Tercera División 2024-25 |
| 40°  | Villa Nueva          | 36 | 2  | 4  | 30 | 20 | 82  | -62  | 10  | Tercera División 2024-25 |

## Series de ascenso
- Los campeones enfrentan a los subcampeones
- Los equipos perdedores en la primera fase se enfrentan en la segunda fase por el tercer ascenso.

### Primera fase

#### Gualán - Pajapita
| Series de Ascenso 2024; 22 de junio de 2024 | Gualán                                 | 2:3 (1:2) | Pajapita FC                                                   | Estadio Cementos Progreso, Ciudad de Guatemala |                         |
| 14:30 (UTC-6)                               | Ediberto Ramírez 22' · Marlon Díaz 79' | Reporte   | 14' Marvin de León · 43' Jhen Jheremy Palma · 51' Yorny Reyes | Árbitro(s): Allan Antón                        | Árbitro(s): Allan Antón |

- Pajapita asciende a la Primera División 2024-25

#### AFF Guatemala - La Libertad
| Series de Ascenso 2024; 23 de junio de 2024 | AFF Guatemala                                                                   | 1:1 (1:0) (2:3 p.)         | FC La Libertad                                                 | Estadio Mario Camposeco, Quetzaltenango |                          |
| 11:00 (UTC-6)                               | Michael Meneses 10'                                                             | Reporte                    | 73' Brandon Raymundo                                           | Árbitro(s): Erick Orozco                | Árbitro(s): Erick Orozco |
|                                             |                                                                                 | Tiros desde el punto penal |                                                                |                                         |                          |
|                                             | Nery Archila · Adler Motta · Juan José Gómez · Wilmer Álvarez · Byron Hernández |                            | Dany Rodas · Andy Ayala · Romario Palacios · Alberto Villatoro |                                         |                          |

- La Libertad asciende a la Primera División 2024-25

### Segunda fase

#### Gualán - AFF Guatemala
| Series de Ascenso 2024; 30 de junio de 2024 | Gualán | 0:1 (0:0) | AFF Guatemala   | Estadio David Cordón Hichos, Guastatoya |                               |
| 13:00 (UTC-6)                               |        | Reporte   | 72' Adler Motta | Árbitro(s): Cristopher COrado           | Árbitro(s): Cristopher COrado |

- AFF Guatemala asciende a la Primera División 2024-25

### Ascendidos
Tras ascender a Liga Nacional, Juventud Pinulteca vendió su plaza al descendido Deportivo Zacapa, por lo que el equipo descendido no jugaría la edición 2024-25 de la Primera División, dejando un espacio libre; la plaza disponible fue tomada por Gualán, constatando 4 ascensos a Primera División.
| Bandera de San Marcos (departamento) | Bandera de Huehuetenango | Bandera de Departamento de Guatemala | Bandera de Zacapa |
| Pajapita                             | La Libertad              | AFF Guatemala                        | Gualán            |